# Планетата на съкровищата (български филм)
„Планетата на съкровищата“ е български анимационен филм от 1982 година на режисьора Румен Петков, по сценарий на Борис Ангелов и Йосиф Перец (по романа „Островът на съкровищата“ на Робърт Луис Стивънсън). Музиката е на Борис Карадимчев и „Тангра“.
Първият български пълнометражен анимационен филм. Комбинирана техника – рисунка и изрезка.

## Сюжет
Сюжетът е вдъхновен от „Островът на съкровищата“ на Стивънсън, но действието от миналото е пренесено в бъдещето и разиграно в жанра научна фантастика. Младият астронавт Филип намира звездната карта на капитан Флинт, на която е посочено мястото на безценно съкровище. В пътешествието си на космическия кораб „Еспаньола“ той трябва да се пребори с подлите интриги на Джон Супърсилвър и други звездни пирати. След преодоляването на магнитни бури и дупки във времето, корабът се приземява на Планетата на съкровищата… Следват борби с извънземни чудовища и гигантски лазерни капани. Въпреки всичко, Филип успява да изстреля съкровището към Земята. Там капсулата разпръсква семена на цветя и боабаби, спуска с парашути зебри и хипопотами, зайчета и крави, дори жив Мики Маус…

## Екип
- Режисьор: Румен Петков
- Сценарии: Борис Ангелов, Йосиф Перец
- Аниматори: Н. Славова, Б. Кънев, А. Ботушарова, Б. Кръстев, И. Хаджитонев, П. Яндов, С. Алексиева, Н. Цачев, Я. Кобарелов, Р. Терзиева, Д. Желязова, П. Чкалев, Д. Ранаджиева, Т. Цанев, Д. Виков
- Музика: Борис Карадимчев, Жени Парлапанова
- Камера: Стойчо Джамбазов, Ф. Арнаудов
- Декори: И. Куюмджиева, Г. Мутафчиев
- Монтаж: А. Христова, Ж. Киркова
- Ас. Режисьор: Х. Аршинкова
- Редактор: В. Самуилов
- Директор: Я. Кицов
- С благодарност на: С. Дуков, И. Веселинов, О. Филипов, Н. Иванов, з.а. Л. Керанова, Н. Стефанов, з.а. С. Попов, В. Великов, А. Радичев, Б. Шишков, В. Кънев, К. Чернев, С. Димитрова, В. Муравиева, Е. Златанова, Т. Василева, С. Калчев, М. Славова, З. Тодорова, В. Найденова, С. Бакалов, Ф. Арнаудов
- Музиката изпълнява група: Тангра
- Производство на анимация: Студия за анимационни филми „София“